# Ibagué
Ibagué is de hoofdstad van het departement Tolima (Colombia) en is gelegen aan de voet van de Cordillera Central naast de rivier de Combeima. De stad is tevens bekend onder de titel "muzikale hoofdstad van Colombia". Er wonen ca. 465.859 mensen (2005).

## Geschiedenis
De Villa de San Bonifacio de Ibagué werd op 14 oktober 1550 door de Spaanse kapitein Andrés López de Galarza gesticht op de plaats van het huidige stadje van Cajamarca. Door de regelmatige aanvallen van de plaatselijke Pijao-indianen moesten de Spanjaarden de stad verplaatsen naar haar huidige locatie. De plaatsnaam is inmiddels ingekort tot Ibagué.

## Geboren
- Sergio Angulo (1960), voetballer
- Nicolás Gallo (1986), voetbalscheidsrechter